# Hércules Gomes
Hércules Francisco Pinto Gomes (Vitória, 1980) é um pianista brasileiro destacado por tocar choro, vencendo, inclusive, o 11.º Prêmio Nabor Pires Camargo.
Hércules Gomes teve contato com a música ainda criança, pois seu pai era um violonista autodidata, que lhe ensinou alguns acordes no violão. O primeiro contato dele com instrumentos de tecla, foi através de um teclado Casio de 4 oitavas de um amigo do seu pai. Entre 13 e 14 anos, Hércules Gomes passou a tocar na igreja católica, acompanhado de seu pai. Nessa época, ambos tocavam as canções de ouvido. Isso lhe fez possuir uma excelente percepção musical.
Aos 16 anos, ele já tocava em uma banda de pagode chamada CurtSamba (hoje chamada Pele Morena). Durante essa época, ele sentiu que precisava melhorar sua parte teórica. Então, Hércules ingressou no Conservatório de Música de Vila Velha, onde ele teve seu primeiro contato com pianos acústicos, porém ele ficou apenas cerca de 8 meses lá.
Enquanto Hércules cursava o pré-vestibular para a UNICAMP, ele ingressou na Escola de Música do Espírito Santo. Porém ficou pouco tempo novamente, cerca de dois meses, por ter sido aprovado na UNICAMP, onde concluiu o curso de Música Popular. Foi aluno dos professores Gogô (que foi aluno do Radamés Gnattali), Paulo Braga e Sílvio Barone.

## Prêmios
- 2012 - 11.º Prêmio Nabor Pires Camargo – Instrumentista, promovido pela Fundação Pró-Memória de Indaiatuba em homenagem a Nabor Pires Camargo, natural da cidade.[6][3][2][7]
- 2013 - Outorga do Colar do Centenário pelo Instituto Histórico e Geográfico de São Paulo, em decorrência do Prêmio Nabor.[6]
- 2014 - I Prêmio MIMO Instrumental, promovido pelo MIMO Festival.[6][3]
- 2020 - Prêmio Cidadão SP na categoria Cultura, promovido pelo ReciproCidade, em São Paulo.[3]